# 木盲切叶蚁
木盲切叶蚁（学名：Carebara lignata），是切叶蚁亚科，盲切叶蚁属之下的一个物种。

## 描述

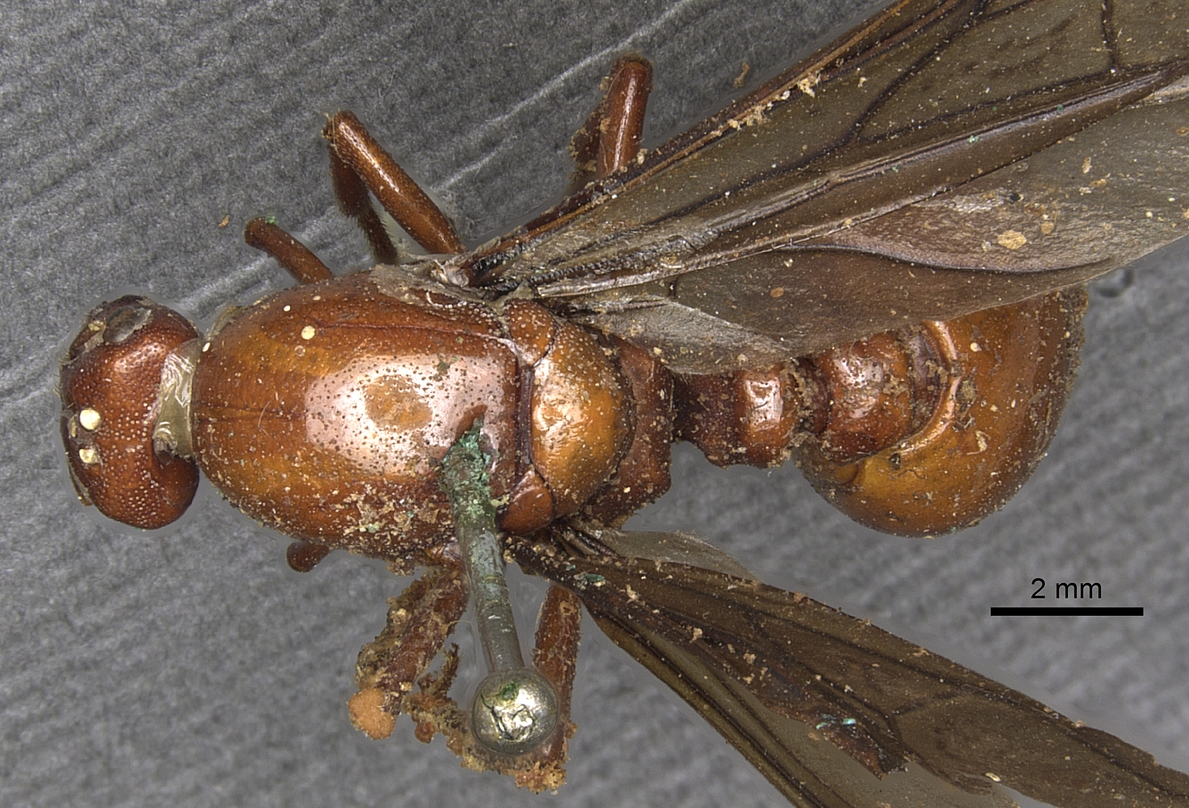
标本上方

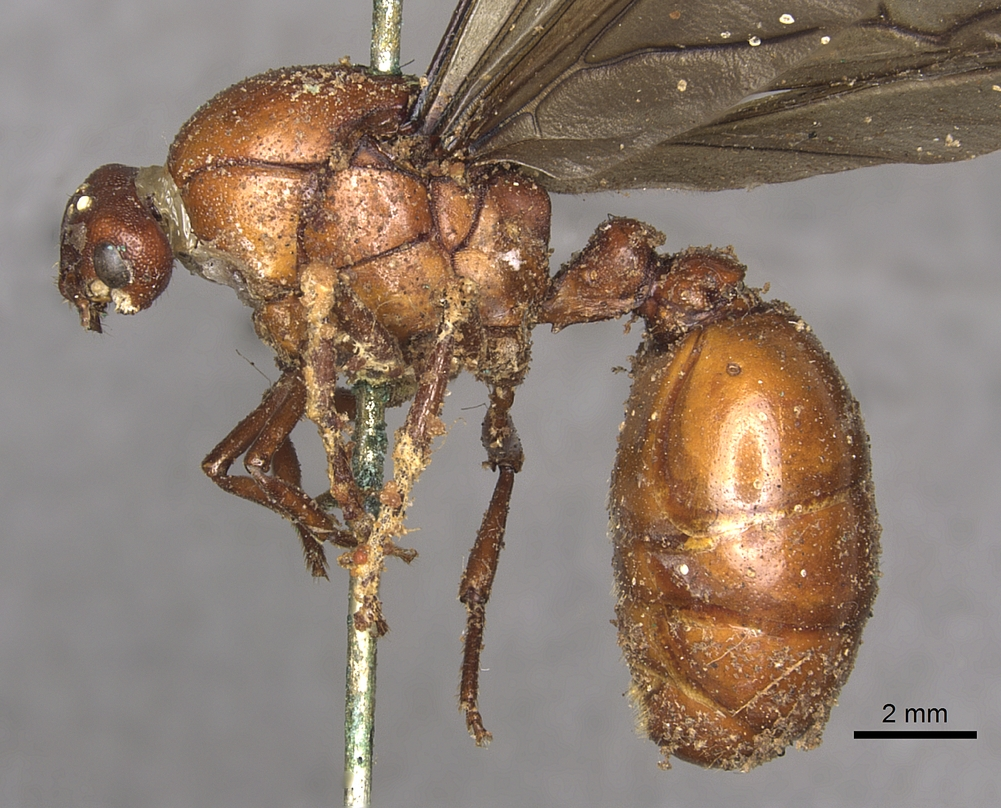
标本左侧面

蚁后体长 20mm，全身红褐色，体表光亮，胸部极其发达，头部小，腹部圆筒形，结节粗大；工蚁体长 2mm-2.5mm，体色为淡黄褐色，腹部有一个黑色斑点，身体呈现半透明状；结节双节，触角粗短，上颚具齿。

## 分布
该物种主要分布于亚洲（中国（云南、两广地区）、缅甸、印度、马来西亚）。在土里筑巢。
1. ↑  . www.antwiki.org.   [2024-07-15]. （原始内容存档于2024-08-20） （英语）.
2. 1 2  . baike.baidu.com.   [2024-07-15]. （原始内容存档于2024-07-15）.